# 1911年オーストラレーシアン選手権
1911年 オーストラレーシアン選手権（1911ねんオーストラレーシアンせんしゅけん、1911 Australasian Championships）に関する記事。オーストラリア・メルボルン市内にある「ウェアハウスマンズ・クリケット・クラブ」にて開催。

## 大会の流れ
- 1921年まで、全豪選手権の実施競技は男子シングルス・男子ダブルスの2部門のみであった。女子競技の3部門（女子シングルス・女子ダブルス・混合ダブルス）が増設されるのは、1922年からである。
- 初期の全豪選手権のように、外国人出場者が少なかった時期は、地元オーストラリア人選手の国旗表示を省略する。

## 大会経過

### 男子シングルス
準々決勝
- ノーマン・ブルックス vs. ロドニー・ヒース　4-6, 6-4, 6-2, 6-3
- ロン・ローランド vs. F・ダウン　6-3, 6-4, 6-3
- ホーレス・ライス vs. ロナルド・トーマス　6-1, 6-4, 6-3
- アーサー・オハラウッド vs. S・イングランド　6-1, 6-2, 6-3

準決勝
- ノーマン・ブルックス vs. ロン・ローランド　7-5, 6-3, 6-1
- ホーレス・ライス vs. アーサー・オハラウッド　7-5, 6-3, 2-6, 6-1

## 決勝戦の結果
- 男子シングルス：ノーマン・ブルックス vs. ホーレス・ライス　6-1, 6-2, 6-3
- 男子ダブルス：ロドニー・ヒース＆ ランドルフ・ライセット vs. ノーマン・ブルックス＆J・アディソン　6-2, 7-5, 6-0